# Penelope Dudley-Ward

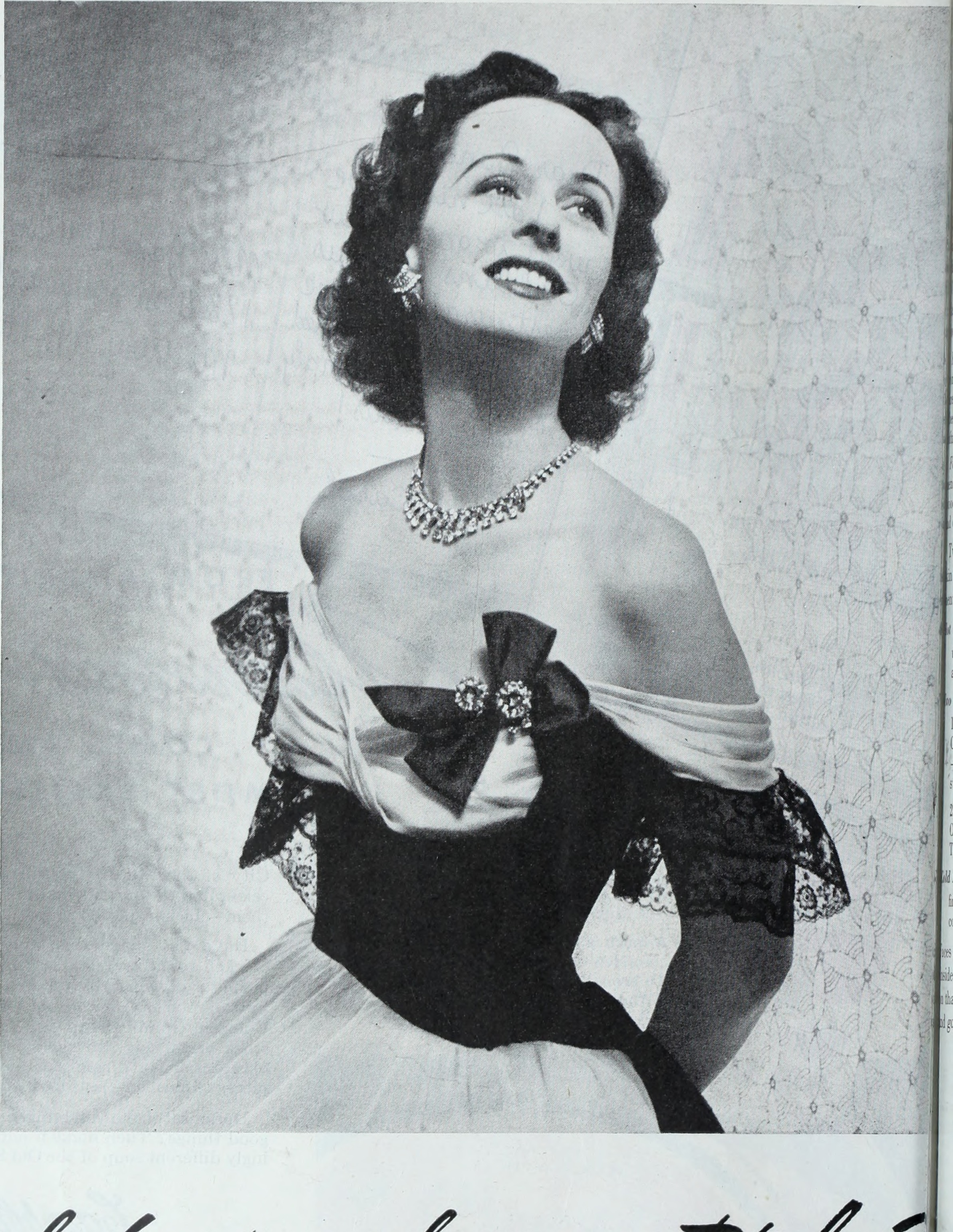
Penelope Dudley-Ward (1948)

Penelope Anne Rachel Dudley-Ward (* 4. August 1914 in London, Vereinigtes Königreich; † 22. Januar 1982 ebenda) war eine britische Filmschauspielerin.

## Leben und Wirken
Die Tochter von William Dudley Ward (1877–1946), einem Politiker, und Freda Dudley Ward, einer Dame aus gehobenen britischen Gesellschaftskreisen und ab 1918 Mätresse des Prince of Wales und späteren Königs Eduard VIII., wuchs in der Londoner Upper Class auf, mit dem Ziel, frühzeitig standesgemäß und wohlhabend zu heiraten. Nichtsdestotrotz gab Penelope Dudley-Ward mit 20 Jahren ihren Einstand vor der Kamera und spielte die kommenden knapp zehn Jahre zumeist junge Damen aus gutem Hause: attraktiv, wohlerzogen, vermögend, schlagfertig und oft mit einem leichten Touch von Versnobtheit wie ihre elegante Oberschicht-Lady Toppy LeRoy in der Cronin-Verfilmung Die Zitadelle.
Nach dem zentralen Part einer Britin, die sich in dem das sowjetisch-britische Kriegsbündnis unterschwellig preisenden Film The Demi Paradise in einen russischen Erfinder (Laurence Olivier) verliebt, ihrer weiblichen Hauptrolle in der gepflegten Gesellschaftskomödie English Without Tears und einer kleineren Rolle in dem Weltkriegsdrama The Way Ahead entschloss sich Penelope Dudley-Ward 1944, die Filmerei aufzugeben. Im selben Jahr zerbrach ihre zum Jahresende 1939 geschlossene Ehe mit Anthony Pelissier (1912–1988), einem Schauspieler, Drehbuchautor und Regisseur bei Bühne und Film. Mit ihm hatte sie eine Tochter, die Schauspielerin Tracy Reed (1942–2012).
Anfang 1948 heiratete die frühere Filmschauspielerin den Filmregisseur Carol Reed; die Ehe hielt bis zu Reeds Tod im Jahre 1976. Beide hatten einen noch 1948 geborenen Sohn namens Max Reed. Penelope Dudley-Ward starb zum Jahresbeginn 1982 an einem Gehirntumor.

## Filmografie (komplett)
- 1935: Verlaß mich niemals wieder (Escape Me Never)
- 1935: Moscow Nights
- 1938: Die Zitadelle (The Citadel)
- 1939: Hell’s Cargo
- 1940: Dangerous Comment (Kurzfilm)
- 1940: Der Schrecken von Marks Priory (The Case of the Frightened Lady)
- 1940: Convoy
- 1940: Major Barbara
- 1942: In Which We Serve
- 1943: The Demi-Paradise
- 1944: English Without Tears
- 1944: The Way Ahead